# هاتاكي

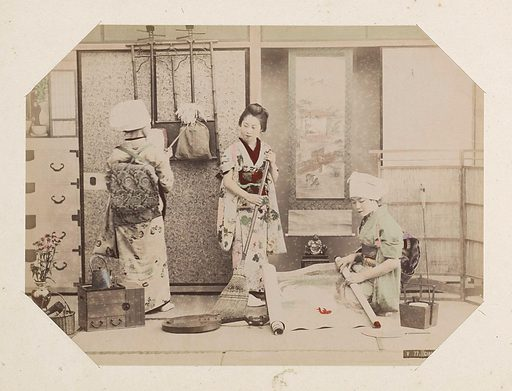
امرأة تستخدم هاتاكي لتنظيف البيت

هاتاكي تعتبر نوع من أدوات التنظيف المنزلية التي صنعت في اليابان. تتكون من قماش(شرائط) قوية متصلة بعصا أو عمود ، وتستخدم لنقل الغبار من الأسطح إلى الأرض حيث يمكن كنسها أو تنظيفها بالمكنسة الكهربائية.
على غرار منفضة الريش ، لا ينبغي الخلط بينه وبين Ōnusa.
هذه المنفضة ، المصنوعة من عمود الخيزران وشرائط القماش ، هي عنصر أساسي في كل منزل ياباني.
لا تحبس الهاتاكي الغبار ولكن بصوتها المألوف يدفعها إلى الأرض حيث يمكن كنسها.